# آناستازیا سیولوبووا
آناستازیا سیولوبووا (انگلیسی: Anastasia Sivolobova؛ زادهٔ ۱۴ اوت ۱۹۹۸) بازیکن فوتبال اهل مولداوی است.
وی همچنین در تیم‌های ملی فوتبال Moldova women's national football team بازی کرده‌است.